# Анчоус
Анчоус (Engraulis) — рід риб з родини анчоусових (Engraulidae).

## Види
- Анчоус білий, Engraulis albidus Borsa, Collet & Durand, 2004
- Анчоус аргентинський, Engraulis anchoita Hubbs & Marini, 1935
- Анчоус австралійський, Engraulis australis (White, 1790)
- Анчоус капський, Engraulis capensis Gilchrist, 1913
- Анчоус європейський, Engraulis encrasicolus (Linnaeus, 1758)
- Анчоус сріблястий, Engraulis eurystole (Swain & Meek, 1885)
- Анчоус японський, Engraulis japonicus Temminck & Schlegel, 1846
- Анчоус каліфорнійський, Engraulis mordax Girard, 1854
- Анчоус перуанський, Engraulis ringens Jenyns, 1842